# Cova de Bennoc
La cova de Bennoc és una cova natural prehistòrica d'enterrament de l'edat del bronze, situada a la possessió de Bennoc, al municipi de Llucmajor, Mallorca.
És una cova subterrània situada a poca profunditat i té forma oval. Es troba quasi completament destruïda. Les dimensions són de 8,2 m de llargària per 5,8 m d'amplària, i 2,2 m d'alçària màxima. El seu aixovar funerari està format per peces de ceràmica exclusivament i es troba dipositat al Museu d'Arqueologia de Catalunya (Barcelona).